# الماجلين (صباح)

تعديل مصدري - تعديل

الماجلين هي إحدى قرى عزلة صباح بمديرية صباح التابعة لمحافظة البيضاء، بلغ تعداد سكانها 468 نسمة حسب تعداد اليمن لعام 2004.

## المحلات التابعة للقرية
بيت المصيد وحارة الصلبة وهي الماجلين القديمة والصفاه وجرين فارع وبيت العصامي وبيت العرامي وقسم السعاتر ..}}